# Награда Најбољи библиотекар
Награда Најбољи библиотекар се додељује члановима Библиотекарског друштва Србије на унапређењу библиотечко-информационе делатности и на значајним резултатима, као и стручњацима, запосленим у библиотечко-информационој делатности.  

## О награди
Награда Најбољи библиотекар се од 2007. године додељивала у пет категорија:
- Најбољи библиотекар у националној библиотеци
- Најбољи библиотекар и народној/јавној библиотеци
- Најбољи библиотекар у специјалној библиотеци
- Најбољи библиотекар у високошколској библиотеци
- Најбољи библиотекар у школској библиотеци

Међутим, Награда Најбољи библиотекар се према Правилнику од 2012. године додељује стручњаку, запосленом у библиотечко - информационој делатности. Такође додељује се за значајне резултате чланова Библиотекарског друштва Србије. Награда Најбољи библиотекар додељује се једном годишње.

## Критеријуми за доделу награде
Библиотекарско друштво Србије донело је 28. фебруара 2012. године Правилник о додели награде Најбољи Библиотекар. Правилник се састоји од девет чланова који описују услове добијања награде и одлучују ко ће добити награду. Награда Најбољи библиотекар се додељује једном годишње, а добитник награде добија диплому као и одговарајући новчани износ који утврђује Управни одбор Друштва. Пре додељивања награда, формира се жири који именује Управни одбор Друштва. Рад Жирија је јаван и састоји се од три члана који бирају председника из свог састава. Рад жирија је јаван и он доноси одлуку о награди једногласно или већином гласова од укупног броја чланова жирија, а награда се не додељује уколико жири процени да нема одговарајућег кандидата. Конкурс за награду расписује се почетком октобра, а награда се додељује 14. децембра, на Дан библиотекара Србије.

## Добитници
Добитници награда су истакнути библиотекари.
|       | Добитници награде  | Библиотека                                              | Град               |
| ----- | ------------------ | ------------------------------------------------------- | ------------------ |
| 2007. | Мирјана Радичевић  | Библиотека ОШ "Васа Живковић"                           | Панчево            |
| 2007. | Илона Тоболка      | Библиотека Просветних радника                           | Нови Сад           |
| 2007. | Снежана Бојовић    | Универзитетска библиотека "Никола Тесла",               | Ниш                |
| 2007. | Дајана Гочманац    | Библиотека „Вук Караџић”                                | Косовска Митровица |
| 2007. | Радован Мићић      | Библиотека Матице српске                                | Нови Сад           |
| 2008. | Славица Јанковић   | Библиотека Земунске гимназије                           | Београд            |
| 2008. | Александар Мирчић  | Библиотека Музеја савремене уметности у Београду        | Београд            |
| 2008. | Даница Филиповић   | Универзитетска библиотека "Светозар Марковић"           | Београд            |
| 2008. | Весна Петровић     | Библиотека "Глигорије Возаревић                         | Сремска Митровица  |
| 2009. | Жарко Војиновић    | Градска библиотека Панчево                              | Панчево            |
| 2009. | Душица Грбић       | Библиотека Матице српске                                | Нови Сад           |
| 2010. | Марина Мучалица    | Библиотека Природњачког музеја                          | Београд            |
| 2010. | Гордана Вилотић    | Централна библиотека Филозофског факултета у Новом Саду | Нови Сад           |
| 2010. | Милоје Радовић     | Народна библиотека "Стефан Првовенчани"                 | Краљево            |
| 2010. | Марија Јованцаи    | Библиотека Матице српске                                | Нови Сад           |
| 2011. | Елизабета Георгиев | Народна билиотека "Детко Петров"                        | Димитровград       |
| 2012. | Андријана Ристић   | Библиотека Музеја примењене уметности                   | Београд            |
| 2012. | Даринка Маљугић    | Народна библиотека "Јован Поповић"                      | Кикинда            |
| 2013. | Даниела Скоковић   | Народна библиотека Пожега                               | Пожега             |
| 2013. | Небојша Цвејић     | Библиотека шабачка                                      | Шабац              |
| 2014. | Милица Шевкушић    | Библиотека Института техничких наука САНУ               | Београд            |
| 2014. | Весна Вуксан       | Универзитетска библиотека "Светозар Марковић"           | Београд            |
| 2015. | /                  | /                                                       | /                  |
| 2016. | /                  | /                                                       | /                  |
| 2017. | Марина Неђић       | Библиотека Града Београда                               | Београд            |
| 2018. | Татјана Живковић   | Народна библиотека "Илија М. Петровић"                  | Пожаревац          |
| 2018. | Жаклина Николић    | Библиотека Центар за културу Kладово                    | Кладово            |
| 2019. | Драгана Сабољев    | Градска народна библиотека "Жарко Зрењанин"             | Зрењанин           |
| 2019. | Милица Матијевић   | Библиотека "Димитрије Туцовић"                          | Лазаревац          |
| 2020. | Гордана Вучковић   | Народна библиотека „Вук Караџић”                        | Крагујевац         |
| 2021. | Мирјана Нешић      | Библиотека Академије техничких струковних студија       | Београд            |
| 2022. | Хадија Кријешторац | Библиотека „Вук Караџић“                                | Пријепоље          |
| 2023. | Ана Васиљевић      | Народна библиотека Осечина                              | Осечина            |